# Tito (football, 11-07-1985)
Pour les articles homonymes, voir Tito (homonymie).
Tito, de son vrai nom Roberto Román Triguero, né le 11 juillet 1985 à Madrid, est un footballeur espagnol. Il évolue au poste d'arrière droit au Rayo Vallecano.

## Biographie
Le 29 juillet 2018, il s'engage pour une saison avec le Rayo Vallecano, club dans lequel il avait évolué de 2009 à 2016, alors que son contrat avec le CD Leganés arrivait à sa fin.

## Palmarès
Vierge